# 1991 CW
1991 CW är en asteroid i huvudbältet som upptäcktes den 8 februari 1991 av de båda japanska astronomerna Takeshi Urata och Kenzo Suzuki i Toyota.
Asteroiden har en diameter på ungefär 4 kilometer.